# Torsten Riotte
Torsten Riotte (* 16. Oktober 1972 in Erbach (Odenwald)) ist ein deutscher Historiker.

## Leben und Wirken
Riotte besuchte die Kaiserin-Theophanu-Schule in Köln und machte dort 1992 Abitur. Er studierte an der Universität zu Köln Mittlere und Neuere Geschichte, Alte Geschichte und Germanistik und schloss das Magisterstudium im Jahr 1999 ab. Promoviert wurde Riotte 2003 am Sidney Sussex College der University of Cambridge. Seine Dissertation mit dem Titel Hannover in der britischen Politik (1792–1815). Dynastische Beziehung als Element außenpolitischer Entscheidungsfindung erschien 2005.
Von 2003 bis 2007 arbeitete er als Mitherausgeber der vierbändigen Aktenedition British envoys to Germany, 1816–1866, die das Deutsche Historische Institut London zusammen mit der Royal Historical Society herausgab. Seit 2007 ist er Wissenschaftlicher Mitarbeiter an der Goethe-Universität Frankfurt a. M. Er habilitierte sich 2014. Seine Habilitationsschrift erschien unter dem Titel Der Monarch im Exil. Eine andere Geschichte von Legitimismus und Staatswerdung im 19. Jahrhundert 2018 im Wallstein Verlag. Seit 2014 hat er Professuren in Frankfurt a. M., Bonn, Heidelberg und Tübingen vertreten.

## Arbeitsschwerpunkte
Riottes Arbeitsschwerpunkte liegen in der europäischen Geschichte des 19. Jahrhunderts, besonders in der britischen Geschichte, in der Geschichte der europäischen Monarchie sowie in der Geschichte der Diplomatie in Europa. Darüber hinaus ist er Spezialist für die niedersächsische Geschichte des 19. Jahrhunderts. In seinen jüngeren Studien hat er sich der Medizingeschichte zugewandt, mit einem Forschungsschwerpunkt auf Fragen der „Medizin und Ökonomie“ u. a. am Beispiel der Entstehung der Haftpflichtversicherung für Ärzte in Deutschland.

## Mitgliedschaften
- Mitglied des geschäftsführenden Koordinationskomitees der AG „Internationale Geschichte“ des VHD
- Mitglied der Historischen Kommission für Niedersachsen und Bremen
- Mitglied des Historischen Vereins für Niedersachsen und Bremen
- Mitglied im Ausschuss des Verbands der Historiker und Historikerinnen Deutschlands (VHD)[3]
- Mitglied der Vereinigung für Verfassungsgeschichte
- Fachredakteur bei sehepunkte
- Mitglied der German History Society
- Fellow der Cambridge European Society
- Schatzmeister des Arbeitskreises Großbritannien-Forschung (AGF)[4]

## Schriften (Auswahl)
Monografien
- Der Monarch im Exil. Eine andere Geschichte von Staatswerdung und Legitimismus im 19. Jahrhundert, Wallstein Verlag, Göttingen 2018.
- Hannover in der britischen Politik (1792–1815). Dynastische Verbindung als Element außenpolitischer Entscheidungsfindung, Lit, Münster 2005.

Herausgeberschaften
- Zusammen mit Philip Mansel: Monarchy and Exile. The Politics of Legitimacy, Palgrave, Basingstoke 2011.
- Zusammen mit Lothar Kettenacker: The Legacies of Two World Wars, Berghan, Oxford 2011 (PB 2013).
- Zusammen mit Markus Mößlang: The Diplomats’ World. A Cultural History of Diplomacy, 1815–1914, OUP, Oxford 2008.

Quelleneditionen
- Zusammen mit Markus Mößlang und Chris Manias: British Envoys to Germany, 1816–1914. Band 4: 1851–1866, CUP, Cambridge 2010.
- Zusammen mit Markus Mößlang und Hagen Schulze: British Envoys to Germany, 1816–1914. Band 3: 1848–1850, CUP, Cambridge 2006.